# Sony Open in Hawaii
Sony Open in Hawaii är en professionell golftävling på den amerikanska PGA Touren. Tävlingen har spelats sedan 1965, då under namnet Hawaiian Open, och har haft Waialae Country Club i Honolulu som spelplats sedan första upplagan.
Tävlingen spelades under hösten de första fem upplagorna, för att inte spelas 1970, och sedan flyttas till januari, den månad tävlingen fortfarande spelas i. Tävlingen är den andra på kalenderåret och veckan efter Tournament of Champions, som även den spelas på Hawaii.
Tävlingen har haft två titelsponsorer: United Airlines från 1991 till 1998 och Sony från 1999. År 2013 förlängde Sony sitt sponsorkontrakt till 2018.
Ingen spelare har vunnit tävlingen mer än två gånger, däremot har fem spelare vunnit tävlingen två gånger. 
År 2004 fick Michelle Wie delta i tävlingen, hon var då 14 år. Wie hade rondresultaten 72-68 (på par totalt) och missade kvalgränsen med ett slag, men hennes 68 är det lägsta resultatet en kvinnlig golfspelare har haft på en PGA Tourtävling. Wie spelade även tävlingen 2005, 2006 och 2007 men lyckades inte klara kvalgränsen.

## Vinnare
| År                            | Spelare                          | Resultat                         | Mot par                          | Segermarginal                    | Runner(s)-up                                                      |
| Sony Open in Hawaii           | Sony Open in Hawaii              | Sony Open in Hawaii              | Sony Open in Hawaii              | Sony Open in Hawaii              | Sony Open in Hawaii                                               |
| ----------------------------- | -------------------------------- | -------------------------------- | -------------------------------- | -------------------------------- | ----------------------------------------------------------------- |
| 2021                          | Kevin Na                         | 259                              | −21                              | 1 slag                           | Chris Kirk Joaquín Niemann                                        |
| 2020                          | Cameron Smith                    | 269                              | −11                              | Särspel                          | Brendan Steele                                                    |
| 2019                          | Matt Kuchar                      | 258                              | -22                              | 4 slag                           | Andrew Putnam                                                     |
| 2018                          | Patton Kizzire                   | 263                              | -17                              | Särspel                          | James Hahn                                                        |
| 2017                          | Justin Thomas                    | 253                              | −27                              | 7 slag                           | Justin Rose                                                       |
| 2016                          | Fabián Gómez                     | 260                              | −20                              | Särspel                          | Brandt Snedeker                                                   |
| 2015                          | Jimmy Walker (2)                 | 257                              | −23                              | 9 slag                           | Scott Piercy                                                      |
| 2014                          | Jimmy Walker                     | 263                              | −17                              | 1 slag                           | Chris Kirk                                                        |
| 2013                          | Russell Henley                   | 256                              | −24                              | 3 slag                           | Tim Clark                                                         |
| 2012                          | Johnson Wagner                   | 267                              | −13                              | 2 slag                           | Harrison Frazar Charles Howell III Sean O'Hair Carl Pettersson    |
| 2011                          | Mark Wilson                      | 264                              | −16                              | 2 slag                           | Tim Clark Steve Marino                                            |
| 2010                          | Ryan Palmer                      | 265                              | −15                              | 1 slag                           | Robert Allenby                                                    |
| 2009                          | Zach Johnson                     | 265                              | −15                              | 2 slag                           | Adam Scott David Toms                                             |
| 2008                          | K. J. Choi                       | 266                              | −14                              | 3 slag                           | Rory Sabbatini                                                    |
| 2007                          | Paul Goydos                      | 266                              | −14                              | 1 slag                           | Luke Donald Charles Howell III                                    |
| 2006                          | David Toms                       | 261                              | −19                              | 5 slag                           | Chad Campbell Rory Sabbatini                                      |
| 2005                          | Vijay Singh                      | 269                              | −11                              | 1 slag                           | Ernie Els                                                         |
| 2004                          | Ernie Els (2)                    | 262                              | −18                              | Särspel                          | Harrison Frazar                                                   |
| 2003                          | Ernie Els                        | 264                              | −16                              | Särspel                          | Aaron Baddeley                                                    |
| 2002                          | Jerry Kelly                      | 266                              | −14                              | 1 slag                           | John Cook                                                         |
| 2001                          | Brad Faxon                       | 260                              | −20                              | 4 slag                           | Tom Lehman                                                        |
| 2000                          | Paul Azinger                     | 261                              | −19                              | 7 slag                           | Stuart Appleby                                                    |
| 1999                          | Jeff Sluman                      | 271                              | −9                               | 2 slag                           | Davis Love III Jeff Maggert Len Mattiace Chris Perry Tommy Tolles |
| United Airlines Hawaiian Open |                                  |                                  |                                  |                                  |                                                                   |
| 1998                          | John Huston                      | 260                              | −28                              | 7 slag                           | Tom Watson                                                        |
| 1997                          | Paul Stankowski                  | 271                              | −17                              | Särspel                          | Jim Furyk Mike Reid                                               |
| 1996                          | Jim Furyk                        | 277                              | −11                              | Särspel                          | Brad Faxon                                                        |
| 1995                          | John Morse                       | 269                              | −19                              | 3 slag                           | Tom Lehman Duffy Waldorf                                          |
| 1994                          | Brett Ogle                       | 269                              | −19                              | 1 slag                           | Davis Love III                                                    |
| 1993                          | Howard Twitty                    | 269                              | −19                              | 4 slag                           | Joey Sindelar                                                     |
| 1992                          | John Cook                        | 265                              | −23                              | 2 slag                           | Paul Azinger                                                      |
| United Hawaiian Open          |                                  |                                  |                                  |                                  |                                                                   |
| 1991                          | Lanny Wadkins (2)                | 270                              | −18                              | 4 slag                           | John Cook                                                         |
| Hawaiian Open                 |                                  |                                  |                                  |                                  |                                                                   |
| 1990                          | David Ishii                      | 279                              | −9                               | 1 slag                           | Paul Azinger                                                      |
| 1989                          | Gene Sauers                      | 197                              | −19                              | 1 slag                           | David Ogrin                                                       |
| 1988                          | Lanny Wadkins                    | 271                              | −17                              | 1 slag                           | Richard Zokol                                                     |
| 1987                          | Corey Pavin (2)                  | 270                              | −18                              | Särspel                          | Craig Stadler                                                     |
| 1986                          | Corey Pavin                      | 272                              | −16                              | 2 slag                           | Paul Azinger                                                      |
| 1985                          | Mark O'Meara                     | 267                              | −21                              | 1 slag                           | Craig Stadler                                                     |
| 1984                          | Jack Renner                      | 271                              | −17                              | Särspel                          | Wayne Levi                                                        |
| 1983                          | Isao Aoki                        | 268                              | −20                              | 1 slag                           | Jack Renner                                                       |
| 1982                          | Wayne Levi                       | 277                              | −11                              | 1 slag                           | Scott Simpson                                                     |
| 1981                          | Hale Irwin                       | 265                              | −23                              | 6 slag                           | Don January                                                       |
| 1980                          | Andy Bean                        | 266                              | −22                              | 3 slag                           | Lee Trevino                                                       |
| 1979                          | Hubert Green (2)                 | 267                              | −21                              | 3 slag                           | Fuzzy Zoeller                                                     |
| 1978                          | Hubert Green                     | 274                              | −14                              | Särspel                          | Billy Kratzert                                                    |
| 1977                          | Bruce Lietzke                    | 273                              | −15                              | 3 slag                           | Don January Takashi Murakami                                      |
| 1976                          | Ben Crenshaw                     | 270                              | −18                              | 4 slag                           | Hale Irwin Larry Nelson                                           |
| 1975                          | Gary Groh                        | 274                              | −14                              | 1 slag                           | Al Geiberger                                                      |
| 1974                          | Jack Nicklaus                    | 271                              | −17                              | 3 slag                           | Eddie Pearce                                                      |
| 1973                          | John Schlee                      | 273                              | −15                              | 2 slag                           | Orville Moody                                                     |
| 1972                          | Grier Jones                      | 274                              | −14                              | Särspel                          | Bob Murphy                                                        |
| 1971                          | Tom Shaw                         | 273                              | −15                              | 1 slag                           | Miller Barber                                                     |
| 1970                          | Ingen tävling: datumförflyttning | Ingen tävling: datumförflyttning | Ingen tävling: datumförflyttning | Ingen tävling: datumförflyttning | Ingen tävling: datumförflyttning                                  |
| 1969                          | Bruce Crampton                   | 274                              | −14                              | 4 slag                           | Jack Nicklaus                                                     |
| 1968                          | Lee Trevino                      | 272                              | −16                              | 2 slag                           | George Archer                                                     |
| 1967                          | Dudley Wysong                    | 284                              | −4                               | Särspel                          | Billy Casper                                                      |
| 1966                          | Ted Makalena                     | 271                              | −17                              | 3 slag                           | Billy Casper Gay Brewer                                           |
| 1965                          | Gay Brewer                       | 281                              | −7                               | Särspel                          | Bob Goalby                                                        |

## Flerfaldiga vinnare
Fem spelare har vunnit tävlingen mer än en gång 2019.
- 2 vinster
  - Hubert Green: 1978, 1979
  - Corey Pavin: 1986, 1987
  - Lanny Wadkins: 1988, 1991
  - Ernie Els: 2003, 2004
  - Jimmy Walker: 2014, 2015

## Rekord
- Tävlingsrekord: 253 (Justin Thomas, 2017)
- 54-håls rekorrd: 188 (Justin Thomas, 2017)
- 36-håls rekorrd: 123 (Justin Thomas, 2017)
- 18-håls rekord: 59 (Justin Thomas, 2017)

Källa: